# بن كارسون
بنجامين سولومون كارسون الأب (بالإنجليزية: Ben Carson)‏ (من مواليد 18 سبتمبر عام 1951)، سياسي أمريكي، وموظف حكومي، ومؤلف، وجراح أعصاب متقاعد. وزير الإسكان والتنمية العمرانية السابع عشر في الولايات المتحدة. كان كارسون مرشحًا للانتخابات التمهيدية لرئاسة الولايات المتحدة في عام 2016، وتصدر قائمة الجمهوريين الأكثر شعبية على مستوى البلاد لأكثر من مرة. يعتبر كارسون رائدًا في جراحة المخ والأعصاب.
في عام 1984، وعندما كان في سن الثالثة والثلاثين، أصبح كارسون مدير قسم جراحة مخ وأعصاب الأطفال في مستشفى جونز هوبكنز، وكان بذلك أصغر مدير لقسم جراحة مخ وأعصاب الأطفال على مستوى الولايات المتحدة. كان كارسون أيضًا أستاذًا في قسم جراحة المخ والأعصاب والأورام وجراحة التجميل وطب الأطفال في كلية الطب بجامعة جونز هوبكنز. تتضمن أهم إنجازات كارسون إجراء الفصل الوحيد الناجح لتوأم ملتصق من ناحية مؤخرة الرأس، وإجراء أول عملية جراحة عصبية ناجحة على جنين داخل الرحم، وإجراء أول عملية فصل ناجح لاثنين من التوائم متحدة القحفين، وتطوير طريقة جديدة لعلاج أورام جذع الدماغ، وتجديد تقنيات استئصال نصف الكرة المخية للسيطرة على النوبات. كتب كارسون أكثر من 100 منشور في جراحة الأعصاب، وتقاعد من عمله كطبيب في عام 2013.
حصل كارسون على العديد من الأوسمة لعمله في مجال جراحة الأعصاب، بما في ذلك أكثر من 60 درجة دكتوراه فخرية، والعديد من الاستحقاقات الوطنية. في عام 2001، وضعت كل من قناة سي إن إن التلفزيونية، ومجلة التايم، كارسون في قائمة أهم 20 طبيب على مستوى الولايات المتحدة، ووضعته مكتبة الكونغرس في قائمة «89 أسطورة حية» في الذكرى السنوية المئتين على تأسيسها. في عام 2008، مُنح كارسون وسام الحرية الرئاسي، الذي يعتبر أعلى جائزة مدنية في الولايات المتحدة. انتُخب كارسون، في عام 2010، لعضوية الأكاديمية الوطنية للطب في الولايات المتحدة. كان كارسون موضوعًا لفيلم أيدي موهوبة: قصة بن كارسون التلفزيوني الذي عرض عام 2009، ولعب الممثل الأمريكي كوبا غودينغ جونير دور كارسون في الفيلم.
كان كارسون متحدثًا رئيسيًا في حفل فطور الصلاة الوطني لعام 1997، وألقى خطابًا آخر، انشتر على نطاق واسع، خلال حفل فطور الصلاة الوطنية لعام 2013، ما أعطاه شهرة كبيرة بين المحافظين بسبب آرائه حول القضايا الاجتماعية والسياسية.

## أولى سنوات حياته والتعليم
ولد بن كارسون في مدينة ديترويت بولاية ميشيغان الأمريكية لروبرت سولوكون كارسون جونيور (من مواليد عام 1914 وتوفي عام 1992) المحارب القديم في الجيش الأمريكي والمشارك في الحرب العالمية الثانية، ولزوجته سونيا كارسون (سونيا كوبلاند قبل الزواج، من مواليد عام 1928، وتوفيت في عام 2017). كان روبرت كارسون كاهنًا معمدانيًا، لكنه عمل في فترة لاحقة من حياته كعامل في مصنع سيارات كاديلاك. ينتمي كل من والدي كارسون إلى أسرٍ كبيرة في ريف جورجيا، وكانا يعيشان في ريف ولاية تينيسي عندما التقيا وتزوجا. كانت والدة كارسون في الثالثة عشر من عمرها عندما تزوجت والده الذي كان يبلغ حينها ثمانية وعشرين عامًا. انتقل الزوجان، بعد أن انتهت خدمة روبرت العسكرية، من مدينة تشاتانوغا بولاية تينيسي، إلى مدينة ديترويت بولاية ميشيغان حيث عاشا في منزل كبير في حي إينديان فيليج. وُلد شقيق بن كارسون الأكبر، كيرتس، عام 1949، وكانت والدته حينها في العشرين من عمرها. في عام 1950، اشترى والدا كارسون منزلًا منفصلًا مخصصًا لعائلة واحدة بمساحة 733 قدم، في شارع ديكون بحي بوينتون في جنوب ديترويت. بدأ كارسون تعليمه في مدارس ديترويت العامة في عام 1956، في روضة الأطفال التابعة لمدرسة فيشر، والتحق بالصف الأول والثاني والنصف الأول من الصف الثالث الابتدائي فيها، وخلال هذه الفترة كان كارسون طالبًا متوسط المستوى. عندما كان كارسون في الخامسة من عمره، علمت والدته أن لزوجها عائلة سابقة ولم يطلق زوجته الأولى بعد. في عام 1959، وعندما كان كارسون في الثامنة من عمره، انفصل والداه، وانتقل كارسون مع والدته وشقيقه للعيش مع خالته التي تنتمي لطائفة السبتيين البروتستانتية وزوجها، في مساكن متعددة العائلات في حيي دورتشيستر وروكسبيري في بوسطن لمدة عامين اثنين. في بوسطن، حاولت والدة كارسون الانتحار، وأقامت في عدة مستشفيات نفسية لمعاناتها مع الاكتئاب، وبدأت للمرة الأولى العمل خارج المنزل كخادمة، في الوقت الذي التحق فيه كارسون وشقيقه، كيرتس، بمدرسة صغيرة مكونة من غرفتين فقط تابعة للكنيسة السبتية في مدينة بيريا، حيث درس فيها مدرسان اثنان فقط ثمانية صفوف، وقضى كارسون أغلب أوقات دوامه في الغناء واللعب.
في عام 1961، وعندما كان بن كارسون في العاشرة من عمره، انتقل مع والدته وشقيقه إلى منطقة جنوب غرب ديترويت، حيث عاشت العائلة في مسكن متعدد العائلات في حي سبرينغويلز الذي تسكنه غالبية من بيض البشرة، في الوقت الذي أجّرت فيه الأم منزل شارع ديكون الذي حصلت عليه في تسوية الطلاق. بعد عودتهم إلى مدارس ديترويت العامة، كان مستوى كل من بن وأخيه كيرتس الدراسي متأخرًا بشكل كبير عن زملائهما الجدد في الفصل، ويعود ذلك بحسب بن إلى «فقدانهم لعام دراسي كامل» بسبب التحاقهم بمدرسة كنسية صغيرة في بوسطن. تحسن مستوى الأخوين بعد أن حدّت والدتهما من الوقت المخصص لمشاهدة التلفاز، وطلبت منهما القراءة وكتابة تقرير أسبوعي عن كتابين اثنين. التحق كارسون، خلال صفي الخامس والسادس، بمدرسة هيغنز الابتدائية ذات الأغلبية البيضاء، وبمدرسة ويلسون جونيور الثانوية البيضاء، خلال الصف السابع والنصف الأول من الصف الثامن. في عام 1965، وعندما كان في الثالثة عشر من عمره، انتقل كارسون مع والدته وشقيقه إلى منزلهم القديم في شارع ديكون. التحق هناك بمدرسة هانتر جونيور الثانوية ذات الأغلبية السوداء في النصف الثاني من الصف الثامن. عندما كان في الثامنة من عمره، تمثلت أحلام كارسون بأن يصبح طبيبًا تبشريًا، ولكن بعد خمس سنوات من ذلك، أصبح يطمح بأن يعيش نمط الحياة المريحة للأطباء النفسيين التي اعتاد أن يشاهدها على شاشة التلفاز. اشترك كيرتس، شقيق بن، في مجلة علم النفس اليوم، وقدم الاشتراك هدية لأخيه، بن، في عيد ميلاده الثالث عشر.

### المدرسة الثانوية
عندما أصبح بن في الصف التاسع، تحسن الوضع المالي للعائلة، وفاجأت والدته جيرانها بشراء سيارة كرايسلر جديدة، وأصبحت المساعدة الوحيدة التي تتلقاها العائلة من الحكومة تتمثل بقسائم المعونة الغذائية. التحق كارسون في الصف التاسع بمدرسة ساوثويتسرن الثانوية ذات الأغلبية السوداء، وبقي فيها حتى الصف الثاني عشر، وتخرج منها بالمرتبة الثالثة بين زملاء صفه. في المدرسة الثانوية، تعلم كارسون العزف على بوق باريتون، وأبدى اهتمامًا بالطب الشرعي، وقدم عدة حلقات بحث حول هذا الموضوع، وانتسب لنادي الشطرنج، والتحق ببرنامج تدريب الضباط الصغار في الجيش الأمريكي، ووصل فيه إلى أعلى مرتبة يمكن لطلاب المدارس الوصول إليها ألا وهي، عقيد طالب. عمل كارسون كمساعد في مختبر الأحياء والكيمياء والفيزياء بالمدرسة الثانوية في صفوف العاشر والحادي عشر والثاني عشر على التوالي، وعمل أيضًا كمساعد في مختبر بيولوجي في جامعة واين ستيت في آخر صيف له في المدرسة الثانوية.

## وصلات خارجية
- بن كارسون على موقع IMDb (الإنجليزية)
- بن كارسون على موقع الموسوعة البريطانية (الإنجليزية)
- بن كارسون على موقع إن إن دي بي (الإنجليزية)
- بن كارسون على موقع قاعدة بيانات الفيلم (الإنجليزية)